# Pjagen
Pjagen est une île norvégienne du comté de Hordaland appartenant administrativement à Austevoll.

## Description
Rocheuse et pratiquement désertique, à fleur d'eau, elle s'étend sur environ 105 m de longueur pour une largeur approximative de 68 m.